# نیروگاه زرگان
نیروگاه زرگان (شهید مدحج) (در زرگان، کیلومتر ۹ جاده اهواز – مسجد سلیمان در کنار رود کارون، تأسیس ۱۳۵۴) یکی از نیروگاه‌های ایران از نوع سیکل ترکیبی با ظرفیت تولید ۴۱۸ مگاوات است که شامل ۴ واحد گازی ۳۲ مگاواتی و ۲ واحد بخار ۱۴۵ مگاواتی در زمینی به مساحت ۴۵ هکتار است. واحدهای گازی ساخت آسک بلژیک (ACEC) و واحدهای بخار ساخت جنرال الکتریک امریکا (GEC) است.
آب مصرفی نیروگاه از انشعاب رودخانه کارون تأمین می‌شود که گاهی به علت کم‌شدن یا بسته شدن مسیر آن در بعضی فصول پمپ‌های کمکی از مسیر رودخانه نیز تأمین می‌گردد.
این نیروگاه در سال ۱۳۸۳ ه‍.خ.، توسط شرکت صنایع برق و انرژی صبا، از وزارت نیرو خریداری شد و با تمهیداتی که توسط شرکت صبا به انجام رسید، ظرفیت عملی آن از ۲۹۵ مگاوات به ۳۶۵ الی ۳۷۶ مگاوات ارتقاء یافت.
تعمیرات اساسی واحد ۲ نیروگاه زرگان در سال ۹۸ به‌دلیل توانمندی و تخصص متخصصین و با ترک تشریفات مناقصه به صنایع آذرآب اراک واگذار گردید و پس از ساخت کلیه تجهیزات مکانیکال در صنایع آذرآب عملیات تخریب آغاز و سپس عملیات نصب آغاز گردید. در نتیجه برای نخستین بار تعمیرات در این سطح گسترده در کمتر از یکسال آماده بهره‌برداری گردیده است. بنا به قرارداد پروژه مذکور بطول ۴ ماه تعریف شده اما عملیات ریتیوب بویلر از آذرماه ۱۳۹۸ آغاز و در اواسط خرداد ۱۴۰۰ به اتمام رسید.

## مشخصات فنی نیروگاه

### بویلر
بویلر نیروگاه زرگان از نوع گردش طبیعی با ۱۲ عدد مشعل سوخت گازی، دارای اجزاء اصلی شامل ۳ ردیف سوپرهیتر، ۴ ردیف اکونومایزر و تک درامه است.

### توربین
توربین واحد بخار برای شرایط ۱۲۱ بار و ۵۴۰ درجهٔ سانتی‌گراد طراحی شده‌است و از نوع ضربه‌ای است. میزان نهایی خلاء در کندانسور  ۰٫۸۹۸- است.
توربین فاقد مرحلهٔ ری‌هیتر است و قادر به تولید ۱۴۵ مگاوات‌ساعت در ترمینال‌های ژنراتور می‌باشد. از قسمت‌های تعیین شده در توربین، بخار جهت گرم کردن آب تغذیه بویلر تا حداکثر ۲۲۲ درجهٔ سانتی‌گراد گرفته می‌شود.

### برج خنک‌کننده
برج‌های خنک‌کنندهٔ نیروگاه زرگان از نوع تر و به صورت گردش باز فن‌دار که جهت خنک نمودن آب گردشی سیستم می‌باشند.

### ژنراتور
خنک‌کاری این ژنراتور با هیدروژن انجام می‌شود و با سرعت ۳٬۰۰۰ دور در دقیقه گردش می‌کند.
قدرت نامی ژنراتور حداکثر MVA ۱۸۷٫۵  بوده و ولتاژ خروجی آن ۱۵ کیلوولت و ضریب قدرت آن cosq=۰٫۸ است. همچنین سیستم تحریک آن از نوع بدون جاروبک و دارای ۳ مرحله پیلوت اکسایتور، اکساتور اصلی و دیودهای گردان است.

### پست برق
پست برق نیروگاه دارای دوباس بار ۲۳۰ و دارای دو Bay بوده و از نوع ۵٫۱ بریکر ناقص می‌باشد. بریکرهای موجود در پست از نوع گازی SF6 که سه دستگاه از آن دارای مکانیزم شارژ فنری و سه دستگاه دیگر دارای مکانیزم هیدرولیکی هستند. انرژی تولید شده توسط دو خروجی به ایستگاه‌های اصلی برق اهواز ۱ و ۲ منتقل می‌شود.

## تاریخچهٔ نیروگاه
واحد اول بخار با قدرت ۱۴۵ مگاوات در سال ۱۳۵۴ ه‍.خ به بهره‌برداری رسید و در اسفند ۱۳۵۲ موافقت‌نامهٔ احداث واحد ۲ بخار نیروگاه با قدرت ۱۴۵ مگاوات با شرکت جنرال الکتریک مبادله شد و ۴ واحد گازی نیز هرکدام با قدرت ۳۲ مگاوات، در سال ۱۳۷ به بهره‌برداری رسیدند.
پس از تصویب  قراردادِ احداث واحد ۲ بخار در سال ۱۳۵۶، پیمانکار عملیات اجرایی را آغاز کرد که در دوران انقلاب (اواخر سال ۵۷) پیمانکار کارگاه را تعطیل و ایران را ترک کرد و در سال ۱۳۶۰ موافقت‌نامهٔ دیگری به امضا رسید.
به دنبال عقد این قرارداد با شرکت جنرال الکتریک انگلیس، شرکت توانیر در اردیبهشت ۱۳۶۳ قراردادی با شرکت Deawoo Corporation (دوو کورپریشن) کرهٔ جنوبی به امضاء رساند، پس از آغاز کار در سال‌های ۶۴ و ۶۵ بر اثر بمباران‌های هوایی در جنگ خساراتی به تجهیزات وارد شد که بار دیگر عملیات اجرایی متوقف شد.
این نیروگاه در زمان جنگ ایران و عراق، ۵ بار توسط عراق مورد حملهٔ هوایی قرار گرفت.
پس از جنگ، تجهیزات صدمه دیده، شناسایی و طی موافقت‌نامه‌ایی، جهت بازسازی و قرینه‌سازی تجهزات شامل روتور توربین فشارقوی و پوسته‌ها و دیافراگم‌های توربین به کشور سازنده ارسال شد و از سال ۱۳۶۸ طرح نوسازی آغاز شد.
سرانجام این واحد در تاریخ ۱۸ مهر ۱۳۷۱ ه‍.خ راه‌اندازی و به شبکهٔ برق سراسری پیوست.

## آتش‌سوزی
حادثهٔ آتش‌سوزی در نیروگاه زرگان، بر اثر انفجار ترانس در ساعت ۱۵:۳۰ دقیقه روز چهاردهٔ تیر ۹۹ رخ داد. این آتش‌سوزی در زمانی حدود ۲۰ دقیقه‌ مهار و خاموش شد. اتصالی در یکی از ترانسفورماتورهای نیروگاه، موجب بروز آتش‌سوزی در این نیروگاه شد و موجب از مدار خارج شدن ۱۱ پست برق منطقه‌ای و به موجب آن خاموشی در بخشی از کلانشهر اهواز شد که تا ساعتی بعد این موضوع رفع شد.
غلامرضا شریعتی استاندار خوزستان در مورد این موضوع گفت: این حادثه به علت آتش گرفتن یک ترانسفورماتور برقی که پیش‌تر آن را تعمیر و داخل مدار آورده بودند، رخ داده و به‌خاطر گرمای زیاد هوا بوده داده است. شریعتی دست داشتن کشورهای ثالث و خرابکاری سایبری را رد کرد.

## شرکت صنایع برق و انرژی صبا
شرکت صنایع برق و انرژی صبا از زیرمجموعه‌های بنیاد مستضعفان است. این شرکت از سال ۱۳۸۳ ه‍.خ آغاز به فعالیت در صنعت برق از طریق مشارکت بخش خصوصی کرده‌است. درحال حاضر این شرکت به همراه یازده شرکت زیرمجموعهٔ خود و در اختیار داشتن چندین نیروگاه بزرگ کشور به عنوان یکی از شرکت‌های معظم و فعال در این حوزه به حساب می‌آید.
درحال حاضر این شرکت با تولید برق در نیروگاه‌های زرگان، خرمشهر، خرم‌آباد، علی‌آباد کتول، چابهار، قم و زنجان بیش از ۴٬۱۰۰ مگاوات برق (تا سال ۱۳۹۳ ه‍.خ) را به شبکهٔ سراسری عرضه می‌نماید.